# Liste der Biografien/Gom
Liste der Biografien |
Portal Biografien |
Personensuche
# |
A |
B |
C |
D |
E |
F |
G |
H |
I |
J |
K |
L |
M |
N |
O |
P |
Q |
R |
S |
T |
U |
V |
W |
X |
Y |
Z |
?
 
Ga |
Gb |
Gc |
Gd |
Ge |
Gf |
Gh |
Gi |
Gj |
Gk |
Gl |
Gm |
Gn |
Go |
Gp |
Gq |
Gr |
Gs |
Gu |
Gv |
Gw |
Gy |
Gz
 
Goa |
Gob |
Goc |
God |
Goe |
Gof |
Gog |
Goh |
Goi |
Goj |
Gok |
Gol |
Gom |
Gon |
Goo |
Gop |
Gor |
Gos |
Got |
Gou |
Gov |
Gow |
Goy |
Goz
Die Liste der Biografien führt alle Personen auf, die in der deutschsprachigen Wikipedia einen Artikel haben. Dieses ist eine Teilliste mit 584 Einträgen von Personen, deren Namen mit den Buchstaben „Gom“ beginnt.

## Gom
- Gom, Leona (* 1946), kanadische Schriftstellerin und ehemalige Hochschullehrerin

### Goma
- Gomá y Tomás, Isidro (1869–1940), spanischer Kardinal der römisch-katholischen Kirche und Erzbischof von Toledo
- Goma, Alain (* 1972), französischer Fußballspieler
- Goma, Louis Sylvain (* 1941), kongolesischer Politiker, Premierminister der Republik Kongo
- Goma, Paul (1935–2020), rumänischer Schriftsteller
- Gomaa, Abdallah (* 1996), ägyptischer Fußballspieler
- Gomaa, Ahmed (* 1988), ägyptischer Fußballspieler
- Goma’a, Amin Badawy (* 1979), ägyptischer Sprinter
- Gomaa, Saleh (* 1993), ägyptischer Fußballspieler
- Gomaa, Wael (* 1975), ägyptischer Fußballspieler
- Gomansky, Edmund (1854–1930), deutscher Bildhauer
- Gomar y Gomar, Antonio (1853–1911), spanischer Maler
- Gomaringen, Peter von, Abt im Kloster Bebenhausen
- Gomarus, Franciscus (1563–1641), reformierter Theologe und Professor in Leiden, Saumur und Groningen
- Gomatrud († 630), fränkische Königin

### Gomb
- Gombart, Johann Carl (1752–1816), deutscher Notenstecher und Musikverleger
- Gombart, Ludwig Lucas von (1792–1874), deutscher Jurist und Politiker
- Gombás, Pál (1909–1971), ungarischer Physiker
- Gombau d’Entença († 1308), katalanischer Adliger, Prokurator von Valencia
- Gombau, Josep (* 1976), spanischer Fußballtrainer
- Gombaud, Antoine (1607–1684), französischer Edelmann und Spieler
- Gombauld, Jean Ogier de (1576–1666), französischer Schriftsteller
- Gombauld, Stéphane (* 1997), französischer Basketballspieler
- Gombe, Christian (* 1962), zentralafrikanischer Basketballspieler
- Gombeaud, Georges Louis (1870–1963), französischer Offizier und provinzialrömische Archäologe
- Gombell, Minna (1892–1973), US-amerikanische Schauspielerin
- Gomber, Peter (* 1966), deutscher Wirtschaftswissenschaftler und Hochschullehrer
- Gomberg, Maxine Cooper (1924–2009), US-amerikanische Schauspielerin
- Gomberg, Moses (1866–1947), ukrainischstämmiger US-amerikanischer Chemiker
- Gomberg, Sy (1918–2001), US-amerikanischer Drehbuchautor und Filmproduzent
- Gombert, Bernd (* 1960), deutscher Maschinenbauingenieur
- Gombert, Bernhard (1932–2013), katholischer Pfarrer
- Gombert, Gerd (1935–1993), deutscher Maler
- Gombert, Hermann (1909–2001), deutscher Kunsthistoriker
- Gombert, Katharina (1903–1986), deutsche lutherische Geistliche
- Gombert, Martin (1943–2004), deutscher Radrennfahrer
- Gombert, Moritz (1874–1954), deutscher Architekt
- Gombert, Nicolas, franko-flämischer Komponist und Sänger der Renaissance
- Gombert, Wilhelm (1886–1964), deutscher Opernsänger (Tenor)
- Gomberville, Marin Le Roy de (1600–1674), französischer Romanschriftsteller
- Gombiner, Abraham, polnischer Taldmudist und Posek
- Gombitová, Marika (* 1956), slowakische Popsängerin und Komponistin
- Gombo, Sodnomyn (* 1946), mongolischer Boxer
- Gomboc, Adrian (* 1995), slowenischer Judoka
- Gomboc, Ron (* 1947), australischer Künstler jugoslawischer Herkunft
- Gomboc, Zala (* 1995), slowenische Fußballspielerin
- Gombocz, Leopold (1875–1943), österreichisch-ungarischer Imker
- Gombocz, Wolfgang (* 1946), österreichischer Philosoph
- Gombojew, Galssan (1822–1863), burjatisch-russischer Mongolist, Übersetzer und Hochschullehrer
- Gombojewa, Swetlana Wadimowna (* 1998), russische Bogenschützin
- Gömbös, Gyula (1886–1936), ungarischer General und Politiker
- Gombos, Károly (* 1981), ungarischer Biathlet und Skilangläufer
- Gombos, Norbert (* 1990), slowakischer Tennisspieler ungarischer Abstammung
- Gombos, Sándor (1895–1968), ungarischer Fechter
- Gombosi, György (1904–1945), ungarischer Kunsthistoriker
- Gombosi, Otto (1902–1955), ungarisch-US-amerikanischer Musikwissenschaftler und Musikkritiker
- Gombosi, Tamas (* 1947), ungarisch-amerikanischer theoretischer Physiker und Weltraumwissenschaftler
- Gombosüren, Tserenpiliyn (* 1943), mongolischer Politiker
- Gombotz, Roman (* 1911), österreichischer Musikinstrumentenbauer, Musikant und Kapellmeister
- Gomboust, Jacques (* 1616), französischer Kartograph und Zeichner
- Gombrich, Ernst (1909–2001), österreichischer Kunsthistoriker, der am Warburg Institute in London wirkteErnst Gombrich (1909–2001)

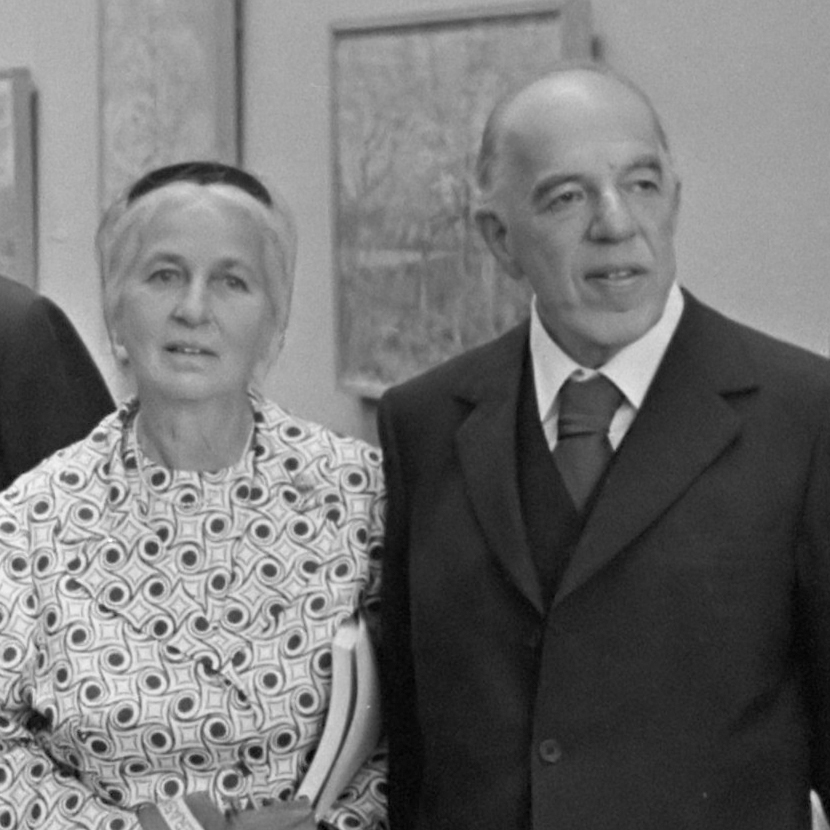
Ernst Gombrich (1909–2001)

- Gombrich, Lisbeth (1907–1994), österreichisch-britische Juristin, Schriftstellerin und Übersetzerin
- Gombrich, Richard (* 1937), englischer Linguist und Buddhologe
- Gombrowicz, Rita (* 1935), kanadisch-französische Literaturwissenschaftlerin
- Gombrowicz, Witold (1904–1969), polnischer SchriftstellerWitold Gombrowicz (1904–1969)

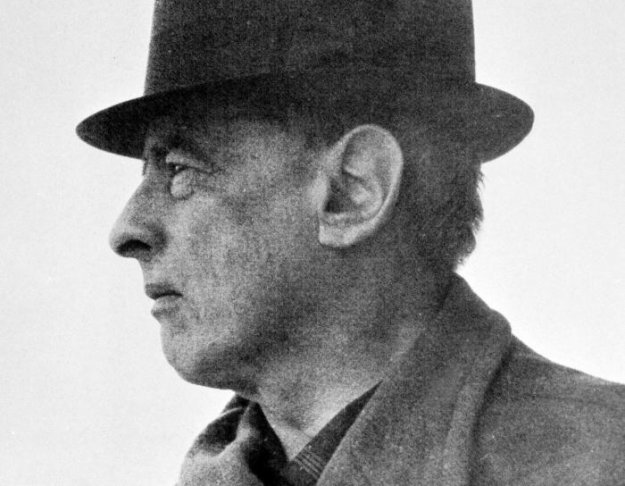
Witold Gombrowicz (1904–1969)

### Gome

#### Gomel
- Gomelski, Alexander Jakowlewitsch (1928–2005), russischer Basketballspieler und -trainer
- Gomelsky, Giorgio (1934–2016), Schweizer Musik-Manager und Produzent

#### Gomen
- Gomensoro, Rafael (* 1946), uruguayischer Schriftsteller
- Gomensoro, Tomás (1810–1900), Präsident Uruguays

#### Gomer
- Gomér, Johan (* 1985), schwedischer Handballschiedsrichter
- Gomér, Martin (* 1985), schwedischer Handballschiedsrichter
- Gomer, Robert (1924–2016), österreichisch-US-amerikanischer Physiker
- Gomer, Sara (* 1964), britische Tennisspielerin
- Gomeringer, Erwin (1914–2006), deutscher Politiker (CDU), MdL
- Gomerski, Hubert (1911–1999), deutscher SS-Unterscharführer, beteiligt an der „Aktion T4“ und der „Aktion Reinhardt“

#### Gomes
- Gomes Canellas, Thadeu (* 1930), brasilianischer Geistlicher, Altbischof von Osório
- Gomes Correia, Zezinando Odelfrides (* 1987), guinea-bissauisch-portugiesischer Fußballspieler
- Gomes da Costa, Manuel de Oliveira (1863–1929), portugiesischer General, Politiker und MinisterpräsidentManuel de Oliveira Gomes da Costa (1863–1929)

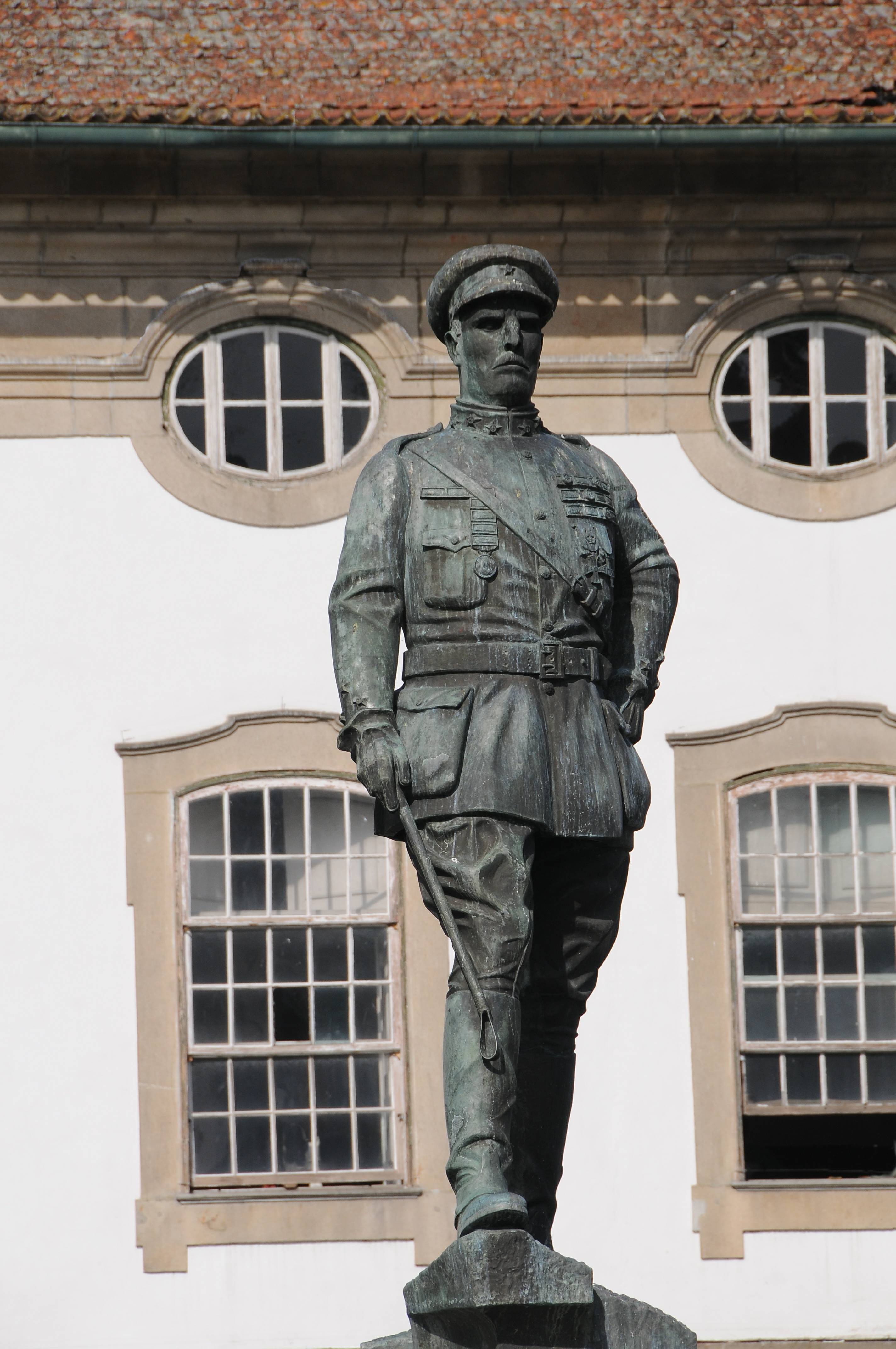
Manuel de Oliveira Gomes da Costa (1863–1929)

- Gomes Da Costa, María (* 1999), spanische Handballspielerin
- Gomes da Silva, José Tomas (1873–1948), brasilianischer Geistlicher, römisch-katholischer Bischof von Aracaju
- Gomes de Arruda, Luiz Roberto (1914–2003), brasilianischer Ordensgeistlicher, Prälat von Guajará-Mirim
- Gomes de Oliveira, Eliseu Maria (1920–2002), brasilianischer Geistlicher, Bischof von Itabuna
- Gomes de Oliveira, Emanuel (1874–1955), brasilianischer Ordensgeistlicher und römisch-katholischer Erzbischof von Goiás
- Gomes de Oliveira, Helvécio (1876–1960), brasilianischer Ordensgeistlicher, römisch-katholischer Erzbischof von Mariana
- Gomes de Siqueira, Willian (* 1986), brasilianischer Fußballspieler
- Gomes de Vasconcelos, José Luiz (* 1963), brasilianischer Geistlicher, römisch-katholischer Bischof von Sobral
- Gomes do Livramento, Cinthia Régia († 2010), brasilianische Politikerin
- Gomes dos Santos, Milton Soares (1916–1974), brasilianischer Komponist
- Gomes dos Santos, Ronieli (* 1991), brasilianischer Fußballspieler
- Gómes Fernándes, Francisco (1943–2014), brasilianischer Fußballspieler
- Gomes Furtado, Arlindo (* 1949), kap-verdischer Geistlicher, Bischof von Santiago de Cabo Verde
- Gomes Garcia, Nuno (* 1978), portugiesischer Schriftsteller
- Gomes Guimarães, Roberto (1936–2025), brasilianischer Geistlicher, römisch-katholischer Bischof von Campos
- Gomes Jardim da Silva, Serafim (1875–1969), brasilianischer Geistlicher, Erzbischof von Diamantina
- Gomes Júnior, Carlos (* 1949), guinea-bissauischer Politiker, Premierminister von Guinea-Bissau
- Gomes Leal, António (1848–1921), portugiesischer Lyriker und Journalist
- Gomes Pedrosa, Roberto (1913–1954), brasilianischer Fußballtorhüter
- Gomes Pinto, Yazalde (* 1988), portugiesischer Fußballspieler
- Gomes Rodríguez, Alejandro (* 2008), englisch-venezolanisch-portugiesischer Fußballspieler
- Gomes Rufino, Kléver Rodrigo (* 1989), brasilianischer Fußballtorhüter
- Gomes, Adelino (* 1944), portugiesischer Journalist und Autor
- Gomes, Agostinho, osttimoresischer Polizist
- Gomes, Alair (1921–1992), brasilianischer Hochschullehrer, Kunstkritiker, Ingenieur und Kunstphotographie
- Gomes, Albert (1911–1978), trinidadischer Politiker, Gewerkschaftsführer und Verleger
- Gomes, Alexandre (* 1982), brasilianischer Pokerspieler
- Gomes, Américo (1974–2025), guinea-bissauischer Popsänger
- Gomes, Ana (* 1954), portugiesische Politikerin (Partido Socialista), MdEP
- Gomes, Ana Milva (* 1980), niederländische MusicaldarstellerinAna Milva Gomes (* 1980)

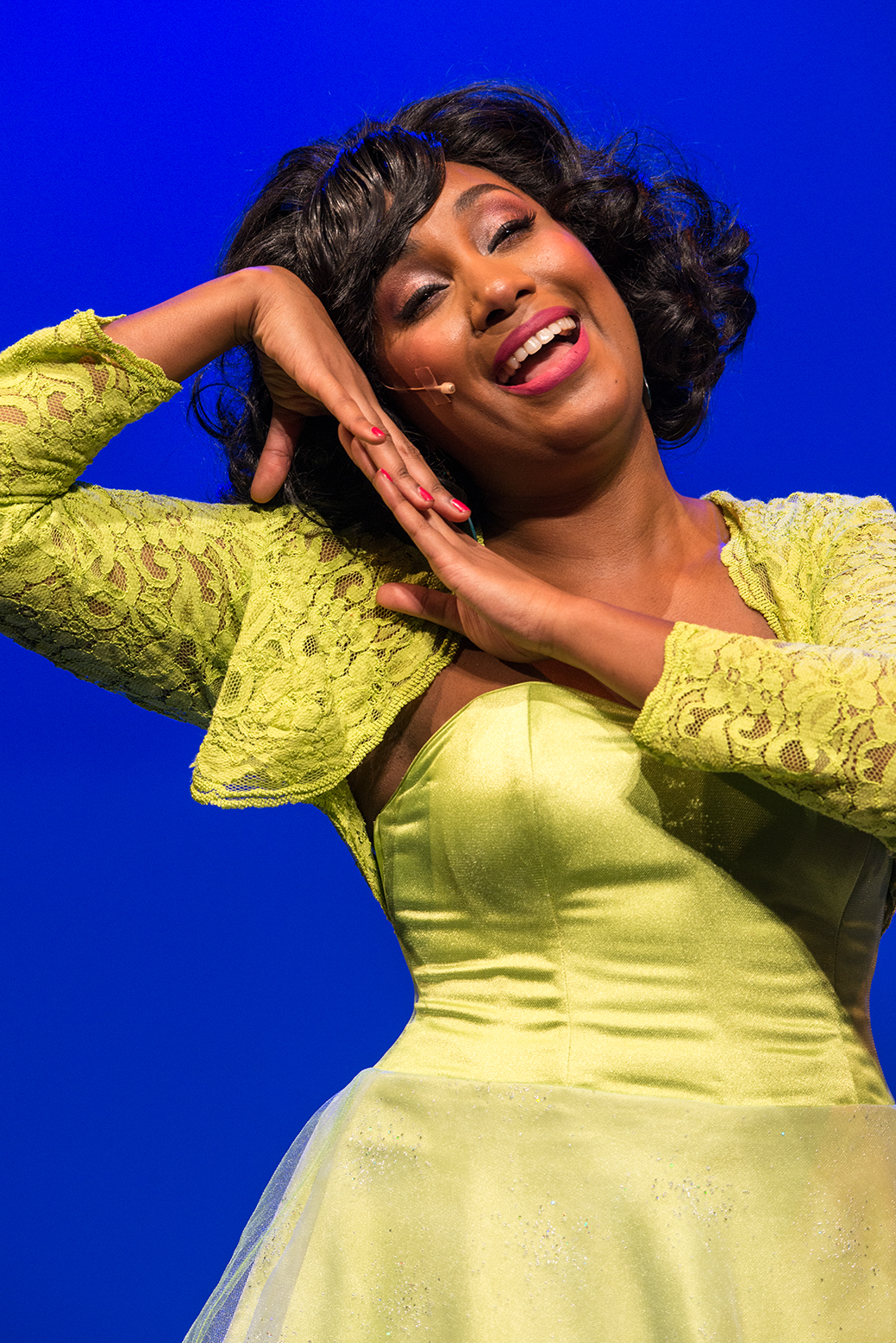
Ana Milva Gomes (* 1980)

- Gomes, Andrè (* 1970), brasilianischer Beachvolleyballspieler
- Gomes, André (* 1993), portugiesischer Fußballspieler
- Gomes, André (* 1998), portugiesischer Handballspieler
- Gomes, Angel (* 2000), englischer Fußballspieler
- Gomes, Antonieta Rosa (* 1959), guinea-bissauische Politikerin
- Gomes, Antônio Carlos (1836–1896), brasilianischer Komponist
- Gomes, Aristides (* 1954), guinea-bissauischer Politiker, Premierminister von Guinea-Bissau
- Gomes, Augusto Ferreira (1892–1953), portugiesischer Lyriker und Journalist
- Gomes, Camila (* 2001), brasilianische Fußballtorhüterin
- Gomes, Carla, portugiesisch-amerikanische Informatikerin
- Gomes, Carolyn (* 1958), jamaikanische Medizinerin, Generaldirektorin von Jamaicans For Justice, Menschenrechtspreisträgerin der Vereinten Nationen
- Gomes, Celso Luis (* 1964), brasilianischer Fußballspieler
- Gomes, Charles (1910–2002), indischer Ordensgeistlicher, Bischof von Ahmedabad
- Gomes, Ciro (* 1957), brasilianischer Politiker
- Gomes, Claudio (* 2000), französisch-guinea-bissauischer Fußballspieler
- Gomes, Cleber Alexandre (* 1976), brasilianischer Fußballspieler
- Gomes, Cristiano Marques (* 1977), brasilianischer Fußballspieler
- Gomes, Dálcio (* 1996), portugiesischer Fußballspieler
- Gomes, Danilo (* 1981), brasilianischer Fußballspieler
- Gomes, Dee Dee (* 1971), Call-in-Moderatorin und Popsängerin
- Gomes, DeJon (* 1989), US-amerikanischer American-Football-Spieler
- Gomes, Delfim Jorge Esteves (* 1962), portugiesischer römisch-katholischer Geistlicher und Weihbischof in Braga
- Gomes, Diana (* 1998), portugiesische Fußballspielerin
- Gomes, Diogo (1420–1502), portugiesischer Navigator, Entdecker und Autor
- Gomes, Duarte (* 1973), portugiesischer Fußballschiedsrichter
- Gomes, Estêvão (1483–1538), portugiesischer Seefahrer und Entdecker in spanischen Diensten
- Gomes, Eurico (* 1955), portugiesischer Fußballspieler
- Gomes, Faustino Cardoso, osttimoresischer Beamter
- Gomes, Fernando (1956–2022), portugiesischer Fußballspieler
- Gomes, Fernão, portugiesischer Unternehmer und Entdecker der westafrikanischen Küste
- Gomes, Flora (* 1949), guinea-bissauischer Filmemacher
- Gomes, Francis Anthony (1931–2011), bangladeschischer Geistlicher, Bischof von Mymensingh
- Gomes, Francisco (* 1965), osttimoresischer Politiker
- Gomes, Gonçalo (* 1975), portugiesischer Rennfahrer
- Gomes, Harold (* 1933), US-amerikanischer Boxer im Superfeder- und Federgewicht und Weltmeister
- Gomes, Hercules (* 1980), brasilianischer Pianist, Komponist und Arrangeur
- Gomes, Heurelho (* 1981), brasilianischer Fußballtorhüter
- Gomes, Humberto (* 1978), portugiesischer Handballspieler
- Gomes, Igor (* 1999), brasilianischer Fußballspieler
- Gomes, Inna Alexandrowna (* 1970), russische Filmschauspielerin und Fotomodell
- Gomes, Isaura (* 1944), kap-verdische Politikerin und Pharmazeutin
- Gomes, Isilda (* 1951), portugiesische Lehrerin und Politikerin, MdEP
- Gomes, Jared (* 1988), kanadischer Eishockeyspieler
- Gomes, Jesuína Maria Ferreira, osttimoresische Beamtin
- Gomes, João (* 2001), brasilianischer Fußballspieler
- Gomes, João (* 2002), portugiesischer Handballspieler
- Gomes, João Lino (1959–2024), osttimoresischer Widerstandskämpfer und Soldat
- Gomes, João Mira (* 1959), portugiesischer Diplomat
- Gomes, José (1921–2002), brasilianischer Geistlicher, römisch-katholischer Bischof von Chapecó
- Gomes, José (* 1999), portugiesischer Fußballspieler
- Gomes, José Pedro (* 1994), portugiesischer Volleyballspieler
- Gómes, Josep (* 1985), andorranischer Fußballspieler
- Gomes, Joseph Suren (1944–2024), indischer Ordensgeistlicher und römisch-katholischer Bischof von Krishnagar
- Gomes, Linus Nirmal (1921–2021), bangladeschischer Ordensgeistlicher, römisch-katholischer Bischof von Baruipur
- Gomes, Lúcio Marçal (* 1966), osttimoresischer Politiker
- Gomes, Luís (* 1971), portugiesischer Handballspieler
- Gomes, Mailza (* 1976), brasilianische Politikerin
- Gomes, Manuel António (1868–1933), portugiesischer Geistlicher und Erfinder
- Gomes, Marcelo (* 1963), brasilianischer Filmemacher
- Gomes, Marcos (* 1984), brasilianischer Autorennfahrer
- Gomes, Maria de Fátima Wadhoomall (1940–2020), osttimoresische Pastorin
- Gomes, Mary Ann (* 1989), indische Schachspielerin
- Gomes, Mélissa (* 1994), französische Fußballspielerin
- Gomes, Miguel (* 1972), portugiesischer Filmregisseur
- Gomes, Nácia (1925–2011), kap-verdische traditionelle Sängerin
- Gomes, Nádia (* 1996), portugiesische Fußballspielerin
- Gomes, Naide (* 1979), portugiesische Mehrkämpferin und Weitspringerin são-toméischer Herkunft
- Gomes, Nirmol Vincent (* 1959), indischer Ordensgeistlicher und römisch-katholischer Bischof von Krishnagar
- Gomes, Nuno (* 1976), portugiesischer FußballspielerNuno Gomes (* 1976)

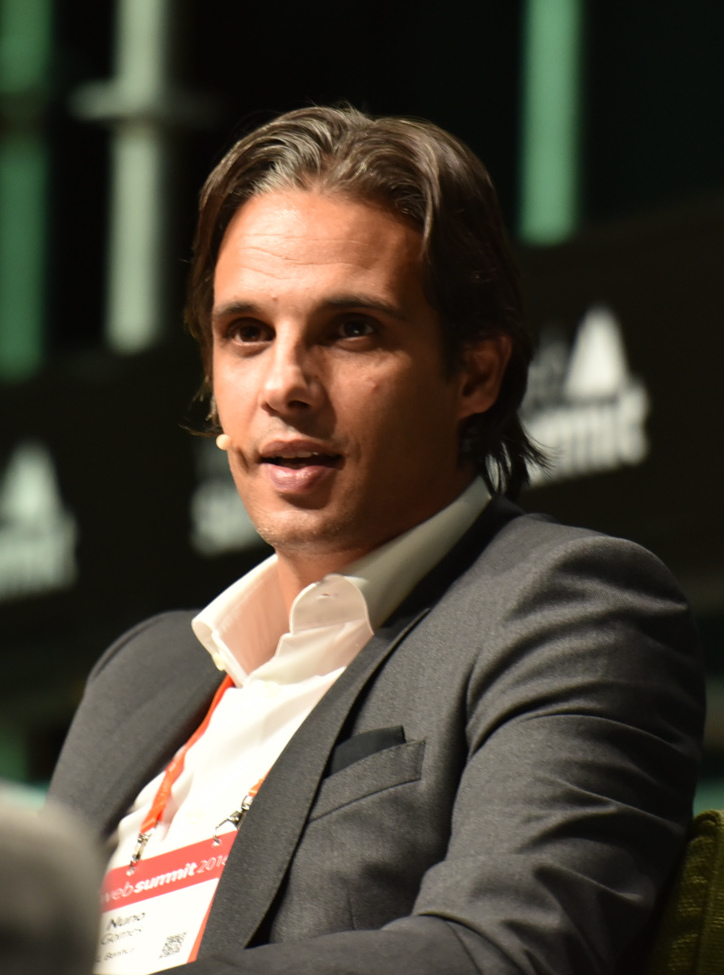
Nuno Gomes (* 1976)

- Gomes, Orlando (1909–1988), brasilianischer Jurist
- Gomes, Orlando (* 1971), osttimoresischer Polizist
- Gomes, Patrícia Godinho (* 1972), Historikerin aus Guinea-Bissau
- Gomes, Patrick (* 1941), guyanischer Diplomat
- Gomes, Paulo Emílio Sales (1916–1977), brasilianischer Historiker, Filmkritiker und Mann des Widerstands
- Gomes, Pedro, osttimoresischer Politiker
- Gomes, Pedro Paulo, osttimoresischer Beamter
- Gomes, Pedro Ribeiro (* 1983), portugiesischer Triathlet
- Gomes, Peter (1942–2011), US-amerikanischer Hochschullehrer und baptistischer Geistlicher und Theologe
- Gomes, Reiner Ferreira Correa (* 1985), brasilianischer Fußballspieler
- Gomes, Renato (* 1981), georgischer Beachvolleyballspieler brasilianischer Herkunft
- Gomes, Ricardo (* 1964), brasilianischer Fußballspieler und -trainer
- Gomes, Rita Azevedo (* 1952), portugiesische Filmregisseurin, Drehbuchautorin und Filmeditorin
- Gomes, Ronaldinho (* 1979), são-toméischer Fußballspieler
- Gomes, Rui Augusto (* 1958), osttimoresischer Akademiker und Politiker
- Gomes, Ryan (* 1982), US-amerikanischer Basketballspieler
- Gomes, Sebastião (1973–1991), osttimoresischer Unabhängigkeitsaktivist
- Gomes, Shorot Francis (* 1965), bangladeschischer Geistlicher, Bischof von Sylhet
- Gomes, Soeiro Pereira (1909–1949), portugiesischer Kommunist, Schriftsteller und Politiker
- Gomes, Subroto Boniface (* 1962), bangladeschischer römisch-katholischer Geistlicher, Weihbischof in Dhaka
- Gomes, Teodora Inácia (* 1944), Politikerin in Guinea-Bissau
- Gomes, Theotonius (* 1939), katholischer Bischof
- Gomes, Tiago (* 1986), portugiesischer Fußballspieler
- Gomes, Toni (* 1998), portugiesischer Fußballspieler
- Gomes, Toti (* 1999), portugiesischer Fußballspieler
- Gomes, Ulisses Leite (* 1958), brasilianischer Ichthyologe
- Gomes, Vanda (* 1988), brasilianische Sprinterin
- Gomes, Vanessa (* 1987), portugiesische Fußballschiedsrichterassistentin
- Gomes, Vicente André (1952–2020), brasilianischer Arzt und Politiker
- Gomes, Victor (* 1981), spanischer Radrennfahrer
- Gomes, Victor (* 1982), südafrikanischer Fußballschiedsrichter
- Gomes, Vinícius (* 1992), brasilianischer Fußballspieler
- Gomes, Vítor (* 1987), portugiesischer Fußballspieler
- Gomes, Wendel Raul Gonçalves (* 1984), brasilianischer Fußballspieler
- Gomes, William Zephyrine (1916–2004), indischer Geistlicher, Bischof von Poona
- Gomes, Yago (* 2001), Schweizer Fussballspieler

#### Gomez

##### Gomez A
- Gómez Abad, José (1904–1993), spanischer Maler
- Gómez Acebo y de Igartua, Manuel (1922–2009), spanischer Diplomat
- Gómez Ares, Camila (* 1994), argentinische Fußballspielerin
- Gómez Aristizábal, Ignacio José (* 1929), kolumbianischer Geistlicher, Alterzbischof von Santa Fe de Antioquia
- Gómez Arquer, Cristina (* 1968), spanische Handballspielerin

##### Gomez B
- Gómez Becerra, Álvaro (1771–1855), spanischer Politiker und Ministerpräsident Spaniens
- Gómez Bolaños, Roberto (1929–2014), mexikanischer Komödiant und Schriftsteller

##### Gomez C
- Gómez Cairo, Jesús (1949–2023), kubanischer Musikwissenschaftler und -pädagoge
- Gómez Cantero, Antonio (* 1956), spanischer Geistlicher und römisch-katholischer Bischof von Almería
- Gómez Carreño, Jorge Luis (* 1968), chilenischer Fußballspieler
- Gómez Casillas, Carlos (1952–2017), mexikanischer Fußballspieler
- Gómez Chapetes, Juan (1924–2009), mexikanischer Fußballspieler
- Gómez Colomer, Fernando (* 1965), spanischer Fußballspieler

##### Gomez D
- Gomez da Silva, João Pedro (* 1996), brasilianisch-spanischer Fußballspieler
- Gómez Dávila, Nicolás (1913–1994), kolumbianischer PhilosophNicolás Gómez Dávila (1913–1994)

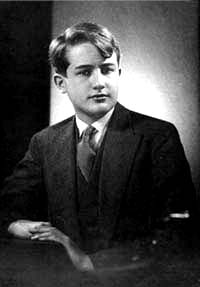
Nicolás Gómez Dávila (1913–1994)

- Gómez de Altamirano y de Elizondo, Francisco (1796–1838), liberaler Politiker in der Provinz El Salvador
- Gomez de Araújo, João (1846–1943), brasilianischer Komponist
- Gomez de Araújo, João (1871–1963), brasilianischer Komponist
- Gómez de Avellaneda, Gertrudis (1814–1873), spanische bzw. kubanische Schriftstellerin
- Gómez de la Serna, Ramón (1888–1963), spanischer Schriftsteller
- Gómez de Mora, Juan (1586–1648), spanischer Architekt
- Gómez de Navajas, Nélida (1927–2012), argentinische Menschenrechtlerin
- Gómez de Parada, Jorge (1885–1965), mexikanischer Fußballspieler
- Gómez de Salazar y Nieto, Federico (1912–2006), spanischer General und Militärgouverneur der spanischen Kolonie Spanisch-Sahara
- Gómez de Santiago, Francisco (1887–1962), spanischer Ordensgeistlicher und römisch-katholischer Apostolischer Vikar von Hải Phòng
- Gómez de Silva, Miguel (1594–1668), chilenischer Offizier in Diensten der spanischen Krone
- Gómez del Moral, Antonio (1939–2021), spanischer Radrennfahrer
- Gómez del Moral, José (1931–2021), spanischer Radrennfahrer

##### Gomez E
- Gómez Esparza, José (1898–1970), mexikanischer Botschafter
- Gómez Esteban, Juan Mario (* 1958), spanischer Schachspieler

##### Gomez F
- Gómez Farías, Valentín (1781–1858), mexikanischer Politiker und mehrmaliger interimistischer Präsident von Mexiko
- Gómez Franzutti, Alberto (* 1950), argentinischer Fußballspieler
- Gómez Fuentes, Ismael (1878–1934), salvadorianischer Diplomat

##### Gomez G
- Gómez García, Xabier (* 1970), spanischer römisch-katholischer Ordensgeistlicher, Bischof von Sant Feliu de Llobregat
- Gómez Garrido, Tamara (* 1991), spanische Triathletin
- Gómez Gil, Guillermo (1862–1942), spanischer Maler und Hochschullehrer
- Gómez González († 1111), kastilischer Adliger und Geliebter der Königin Urraca von León-Kastilien
- Gómez González, Gilberto (* 1952), spanischer Geistlicher, Bischof von Abancay
- Gómez González, José Higinio (1932–2008), spanischer Geistlicher und römisch-katholischer Bischof von Lugo
- Gómez González, Luis Horacio (1958–2016), kolumbianischer Geistlicher, Apostolischer Vikar von Puerto Gaitán
- Gómez González, Raúl (* 1954), mexikanischer Geistlicher, römisch-katholischer Erzbischof von Toluca
- Gómez Gutiérrez, Jorge (1946–2021), mexikanischer Fußballspieler und -trainer

##### Gomez H
- Gómez Hernández, Ángel (* 1988), spanischer Filmregisseur und Drehbuchautor
- Gómez Hernández, Francisco Javier (* 1967), mexikanischer Fußballspieler
- Gómez Herrera, Carlos (* 1990), spanischer Tennisspieler

##### Gomez I
- Gómez Iglesias, Francisco Nicolás (* 1994), spanischer Student und Hochstapler
- Gómez Isa, Felipe, spanischer Völkerrechtler

##### Gomez J
- Gómez Jaime, Alfredo (1878–1946), kolumbianischer Lyriker
- Gómez Junco, Roberto (* 1956), mexikanischer Fußballspieler

##### Gomez L
- Gómez Lasheras, Rosalía (* 1994), spanische klassische Pianistin

##### Gomez M
- Gómez Maganda, Alejandro (1910–1984), mexikanischer Politiker, Diplomat und Schriftsteller
- Gómez Marchante, José Ángel (* 1980), spanischer Radsportler
- Gómez Marijuán, Francisco (1906–1979), katholischer Bischof
- Gómez Martínez, Miguel Ángel (1949–2024), spanischer Dirigent und Komponist
- Gómez Martínez, Servando (* 1966), mexikanischer DrogenbossServando Gómez Martínez (* 1966)

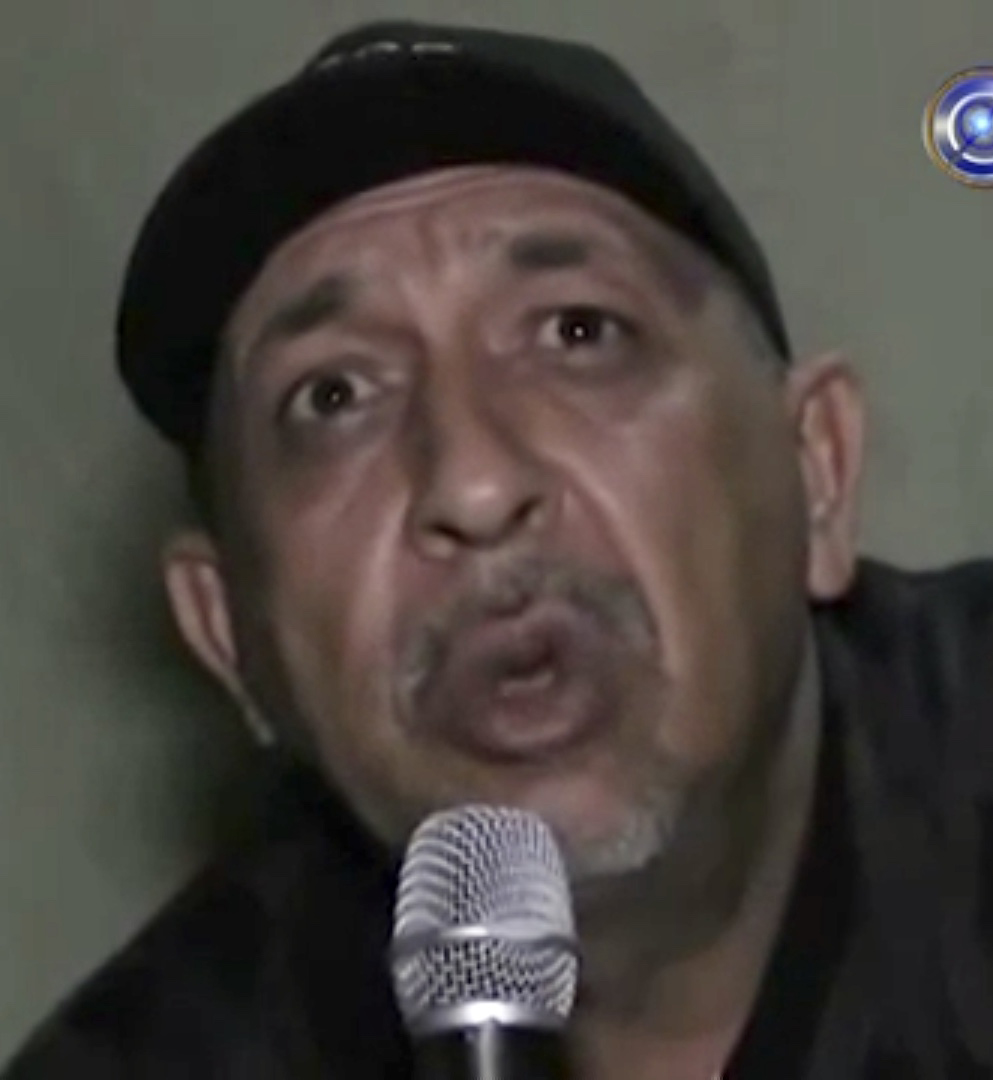
Servando Gómez Martínez (* 1966)

- Gómez Monteverde, Alejandro (* 1977), mexikanischer Filmregisseur und Drehbuchautor
- Gómez Morales, Alfredo (1908–1990), argentinischer Ökonom und Politiker
- Gómez Moreno, Abel (* 1982), spanischer Fußballspieler und -trainer
- Gómez Morín, Manuel (1897–1972), mexikanischer Politiker
- Gómez Mustelier, José (* 1959), kubanischer Boxer

##### Gomez N
- Gómez Noya, Javier (* 1983), spanischer Triathlet

##### Gomez O
- Gómez Ortega, José (1895–1920), spanischer Stierkämpfer

##### Gomez P
- Gómez Peralta, Mauro (* 1937), mexikanischer Botschafter
- Gómez Pezuela Cano, Marian (* 2001), mexikanische Tennisspielerin
- Gómez Platero, Guillermo (1922–2014), uruguayischer Architekt

##### Gomez R
- Gómez Regalado, Amaranta (* 1977), mexikanische Muxe-Sozialanthropologin
- Gómez Ríos, José Luís, spanischer Violinist und Dirigent
- Gómez Rivera, Teodoro (* 1963), honduranischer Geistlicher, römisch-katholischer Bischof von Choluteca
- Gómez Robledo, Juan Manuel (* 1959), mexikanischer Jurist und Diplomat, Richter am Internationalen Gerichtshof
- Gómez Rodríguez, José Miguel (* 1961), kolumbianischer Geistlicher, römisch-katholischer Erzbischof von Manizales

##### Gomez S
- Gómez Serna, Jorge Leonardo (* 1942), kolumbianischer Ordensgeistlicher, emeritierter Bischof von Magangué
- Gómez Serrano, Ciro Alfonso (1918–1980), kolumbianischer römisch-katholischer Geistlicher, Bischof von Socorro y San Gil
- Gómez Sierra, Santiago (* 1957), spanischer Geistlicher und römisch-katholischer Bischof von Huelva

##### Gomez V
- Gómez Valladares, Crescencio (1833–1921), Präsident von Honduras
- Gómez Villa, Constantino (1891–1981), spanischer römisch-katholischer Ordensgeistlicher, Apostolischer Vikar von Caroní
- Gómez Villafañe, Sofía (* 1994), argentinische Radrennfahrerin

##### Gomez Y
- Gómez y Argüelles, Francisco (1810–1854), Präsident von Honduras
- Gómez y Olguín, José Antonio (1805–1876), mexikanischer Organist, Komponist und Musikpädagoge

##### Gomez,
- Gómez, Aída (* 1967), spanische Tänzerin des klassischen spanischen Tanzes und des Flamenco
- Gómez, Alberto (1904–1973), argentinischer Schauspieler, Tangosänger und -komponist
- Gómez, Alberto (1944–2020), uruguayischer Fußballspieler
- Gómez, Aleix (* 1997), spanischer Handballspieler
- Gómez, Alejandro (1967–2021), spanischer Leichtathlet
- Gómez, Alejandro (* 1991), kolumbianischer Tennisspieler
- Gomez, Alfonso (* 1960), Schweizer Politiker (Grüne)Alfonso Gomez (* 1960)

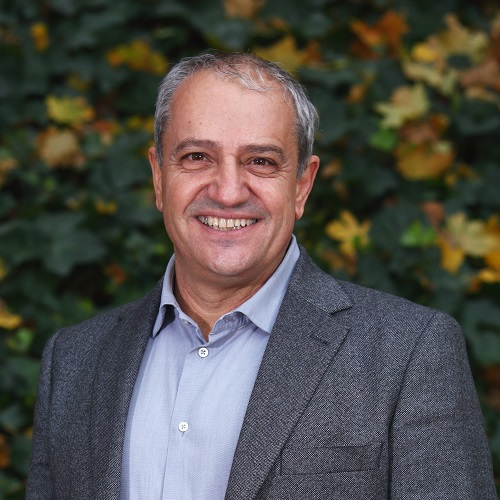
Alfonso Gomez (* 1960)

- Gómez, Alfonso (* 1978), spanischer Pianist
- Gómez, Alfonso (* 1980), mexikanischer Boxer
- Gómez, Álvaro (* 1937), kolumbianischer Schwimmer
- Gómez, Andrés (* 1960), ecuadorianischer Tennisspieler
- Gómez, Ángel (* 1981), spanischer Radrennfahrer
- Gómez, Antonio (* 1945), venezolanischer Boxer im Federgewicht
- Gómez, Arthur (* 1984), gambischer Fußballspieler
- Gómez, Axel (* 2006), venezolanischer Sprinter
- Gómez, Begoña (* 1964), spanische Judoka
- Gómez, Camilo (* 1984), kolumbianischer Straßenradrennfahrer
- Gómez, Carles (* 1977), andorranischer Fußballspieler
- Gómez, Carlos (* 1962), US-amerikanischer SchauspielerCarlos Gómez (* 1962)

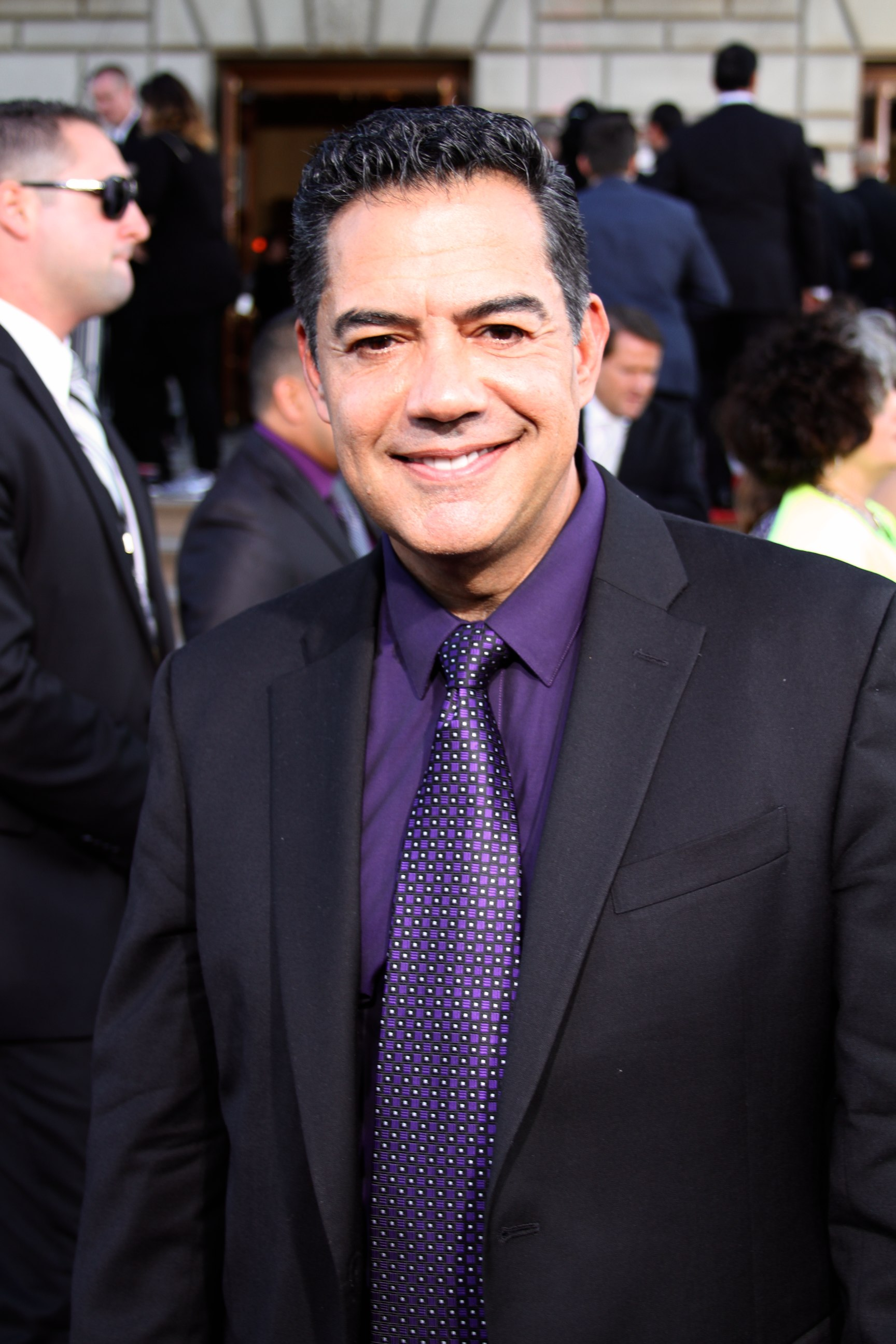
Carlos Gómez (* 1962)

- Gómez, Carlos (* 1992), chilenischer Fußballspieler
- Gómez, Carlos (* 1992), mexikanischer Eishockeyspieler
- Gómez, Carlos (* 2005), peruanischer Fußballspieler
- Gómez, Carlos Andrés (* 2002), kolumbianischer Fußballspieler
- Gómez, Cecilia (* 1993), bolivianische Leichtathletin
- Gómez, César (* 1967), spanischer Fußballspieler
- Gómez, César (* 2001), mexikanischer Leichtathlet
- Gomez, Clarra (* 1997), gambische Fußballspielerin
- Gómez, Cristián (* 1978), chilenischer Fußballspieler
- Gómez, Cristian (1987–2015), argentinischer Fußballspieler
- Gómez, Cristina (* 1998), spanische Squashspielerin
- Gómez, Damián (* 1994), uruguayischer Fußballspieler
- Gómez, Daniel (1948–2022), mexikanischer Wasserballspieler
- Gomez, Daniel (* 1973), deutscher Sänger, Songwriter und multimedialer Künstler spanischer Abstammung
- Gomez, Daniel (* 1979), französischer Fußballspieler
- Gómez, Daniela (* 1993), argentinische Hammerwerferin
- Gómez, Deily, costa-ricanische Fußballschiedsrichterin
- Gómez, Demetrio (* 1970), spanisch-mexikanischer Aktivist
- Gómez, Derlis (* 1972), paraguayischer Fußballtorhüter
- Gómez, Diana (* 1989), spanische SchauspielerinDiana Gómez (* 1989)

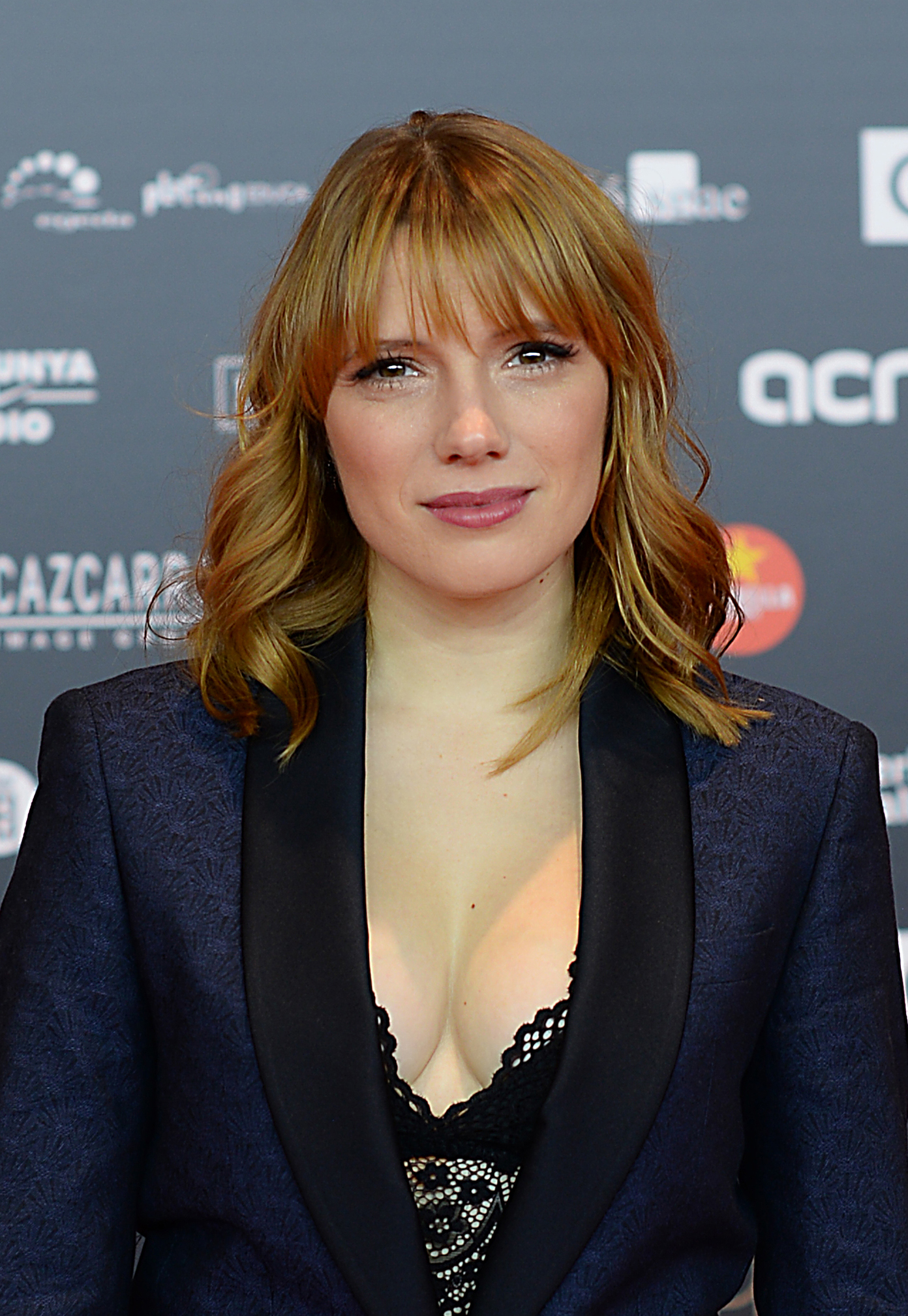
Diana Gómez (* 1989)

- Gómez, Diego (* 2003), paraguayischer Fußballspieler
- Gomez, Drexel (* 1937), anglikanischer Erzbischof und Primas der Kirchenprovinz der Westindischen Inseln
- Gomez, Eddie (* 1944), US-amerikanischer Jazzbassist
- Gómez, Eduardo (* 1958), chilenischer Fußballspieler
- Gomez, Edward, gambischer Polizist, Rechtsanwalt und Politiker
- Gómez, Elena (* 1985), spanische Turnerin
- Gómez, Emilio (* 1991), ecuadorianischer Tennisspieler
- Gómez, Emmanuel (* 1990), gambischer Fußballspieler
- Gómez, Fabio (* 1965), argentinischer Rugbyspieler
- Gómez, Federico Agustín (* 1996), argentinischer Tennisspieler
- Gómez, Fernando, spanischer Schauspieler und Hörspielsprecher
- Gomez, Francis, gambischer Politiker
- Gómez, Francisco (* 1957), kubanischer Sprinter und Weitspringer
- Gomez, Frankie (* 1992), US-amerikanischer Boxer
- Gómez, Franklin (* 1986), puerto-ricanischer Ringer
- Gómez, Gabriel (* 1959), kolumbianischer Fußballspieler
- Gómez, Gabriel (* 1984), panamaischer Fußballspieler
- Gomez, George F. (1938–2020), gambischer Fußballspieler, Sportfunktionär und Manager in der Unterhaltungsbranche
- Gómez, Gildardo (* 1963), kolumbianischer Fußballspieler
- Gómez, Gregoria (* 1995), kolumbianische Hürdenläuferin
- Gómez, Gregorio (1924–2015), mexikanischer Fußballspieler
- Gómez, Gumercindo (1907–1980), bolivianischer Fußballspieler
- Gómez, Gustavo (* 1993), paraguayischer Fußballspieler
- Gómez, Héctor (* 2005), venezolanischer Mittelstreckenläufer
- Gomez, Henry (* 1963), gambischer Politiker
- Gómez, Hérculez (* 1982), US-amerikanisch-mexikanischer Fußballspieler
- Gómez, Hernán Darío (* 1956), kolumbianischer Fußballspieler und -trainer
- Gomez, Ian (* 1964), US-amerikanischer SchauspielerIan Gomez (* 1964)

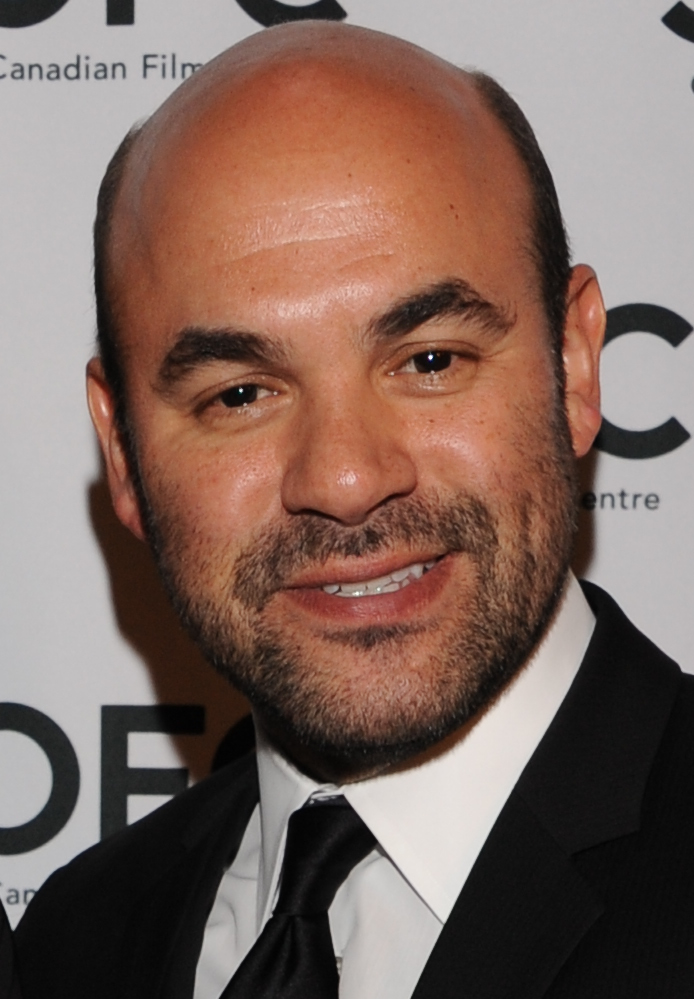
Ian Gomez (* 1964)

- Gómez, Ibai (* 1989), spanischer Fußballspieler
- Gómez, Iñaki (* 1988), kanadischer Geher
- Gomez, Isabella (* 1998), kolumbianische Schauspielerin
- Gómez, Jaime (1929–2008), mexikanischer Fußballtorwart
- Gomez, Jaimé P. (* 1965), US-amerikanischer Schauspieler
- Gomez, James (* 2001), gambischer Fußballspieler
- Gomez, James F. P. (* 1946), gambischer Politiker
- Gómez, Javier, argentinischer Straßenradrennfahrer
- Gómez, Javier (* 2001), venezolanischer Sprinter
- Gómez, Javier Eduardo (* 1991), kolumbianischer Straßenradrennfahrer
- Gómez, Jesús (* 1991), spanischer Leichtathlet
- Gómez, Jesús (* 1999), spanischer Sprinter
- Gomez, Jewelle (* 1948), US-amerikanische Autorin und Dichterin
- Gomez, Jimmy (* 1974), US-amerikanischer Politiker (Demokratische Partei)
- Gómez, Jimmy (* 1992), ecuadorianischer Hindernisläufer
- Gómez, Joaquín (* 1940), spanischer Stuntman und Schauspieler
- Gómez, Joaquín (* 1996), argentinischer Hammerwerfer
- Gomez, Joe (* 1997), englischer FußballspielerJoe Gomez (* 1997)

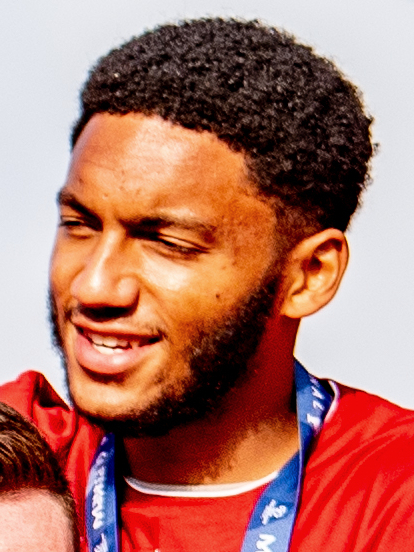
Joe Gomez (* 1997)

- Gómez, Johan (* 2001), US-amerikanisch-mexikanischer Fußballspieler
- Gómez, Jordi (* 1985), spanischer Fußballspieler
- Gómez, Jorge (* 1956), kubanischer Radrennfahrer
- Gómez, José (1915–1987), argentinischer Fußballspieler
- Gómez, José (1944–2014), spanischer Radrennfahrer
- Gómez, José (1956–2021), mexikanischer Langstreckenläufer
- Gómez, José de Jesús (* 1983), mexikanischer Straßenradrennfahrer
- Gómez, José Gervasio (* 1949), uruguayischer Fußballspieler und -trainer
- Gómez, José Horacio (* 1951), mexikanisch-US-amerikanischer Geistlicher, Erzbischof von Los Angeles
- Gómez, José Luis (* 1940), spanischer Schauspieler und Regisseur
- Gómez, José Miguel (1858–1921), kubanischer Politiker; Präsident von Kuba (1909–1913)
- Gómez, Joseph (* 1987), gambischer Fußballspieler
- Gomez, Joshua (* 1975), US-amerikanischer Schauspieler
- Gómez, Juan (* 1962), bolivianischer römisch-katholischer Geistlicher, Weihbischof in Santa Cruz de la Sierra
- Gómez, Juan Carlos (* 1973), kubanischer Schwergewichtsboxer
- Gómez, Juan Manuel (* 1990), uruguayischer Fußballspieler
- Gómez, Juan Pablo (* 1991), argentinisch-chilenischer Fußballspieler
- Gómez, Juan Sebastián (* 1992), kolumbianischer Tennisspieler
- Gómez, Juan Vicente (1857–1935), Präsident von Venezuela
- Gómez, Julio (* 1994), mexikanischer Fußballspieler
- Gómez, Lara (* 1997), spanische Sprinterin
- Gómez, Laura (* 1979), dominikanische Schauspielerin, Sprecherin, Autorin und RegisseurinLaura Gómez (* 1979)

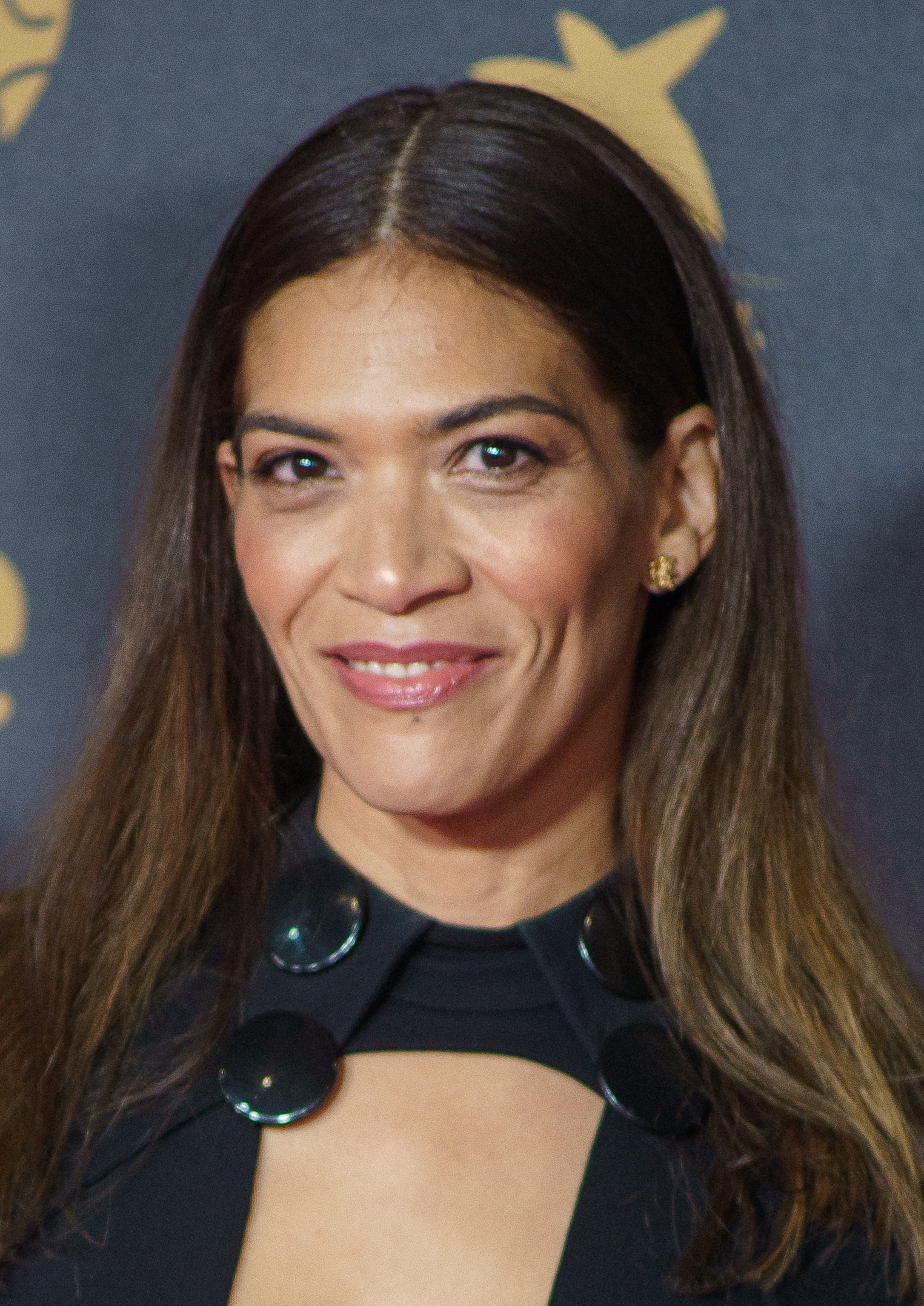
Laura Gómez (* 1979)

- Gómez, Laureano (1889–1965), kolumbianischer Politiker, Präsident von Kolumbien (1950–1953)
- Gómez, Leandro (1811–1865), uruguayischer Militär und Politiker
- Gomez, Lefty (1908–1989), US-amerikanischer Baseballspieler
- Gomez, Leroy, US-amerikanischer Popsänger und Saxophonist
- Gómez, Lucas (* 1995), mexikanischer Tennisspieler
- Gómez, Lucio, mexikanischer (?) Fußballspieler
- Gómez, Luis (* 1994), uruguayischer Fußballspieler
- Gomez, Luis Moses, jüdischer Kaufmann
- Gomez, Madeleine-Angélique de (1684–1770), französische Schriftstellerin
- Gomez, Marc (* 1954), französischer Radrennfahrer
- Gómez, Marcela (* 1984), argentinische Langstreckenläuferin
- Gomez, Mariano (1799–1872), philippinischer Priester
- Gómez, Mario (* 1985), deutscher FußballspielerMario Gómez (* 1985)

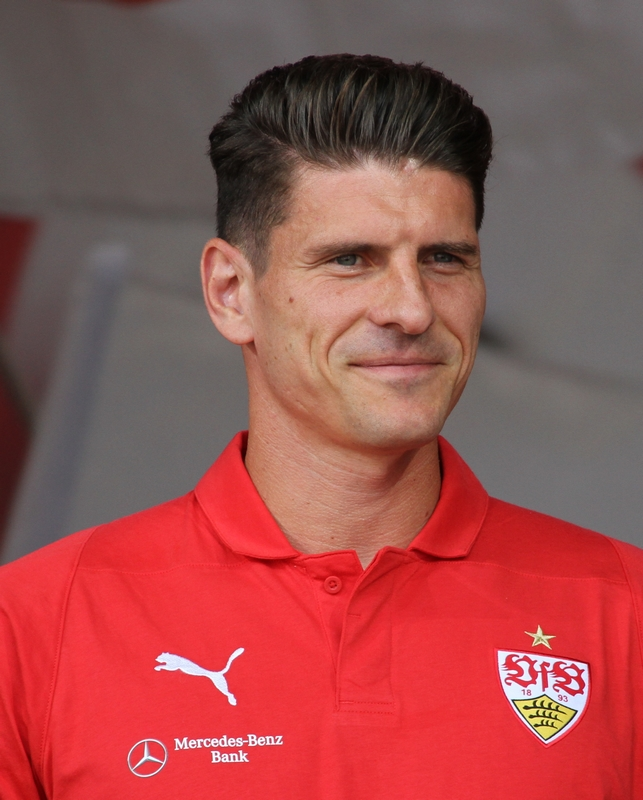
Mario Gómez (* 1985)

- Gómez, Marte R. (1896–1973), mexikanischer Agraringenieur und Politiker
- Gómez, Martín (* 1989), panamaischer Fußballspieler
- Gomez, Mary Caroline, gambische Schriftstellerin
- Gómez, Mauricio (* 1992), uruguayischer Fußballspieler
- Gómez, Maximiliano (* 1993), uruguayischer Fußballspieler
- Gómez, Maximiliano (* 1996), uruguayischer Fußballspieler
- Gómez, Máximo (1836–1905), kubanischer General des Unabhängigkeitskrieges (1868–1898)
- Gomez, Michael A., US-amerikanischer Kultur- und Sozialhistoriker
- Gomez, Michel (* 1951), französischer Basketballspieler
- Gomez, Michelle (* 1966), britische SchauspielerinMichelle Gomez (* 1966)

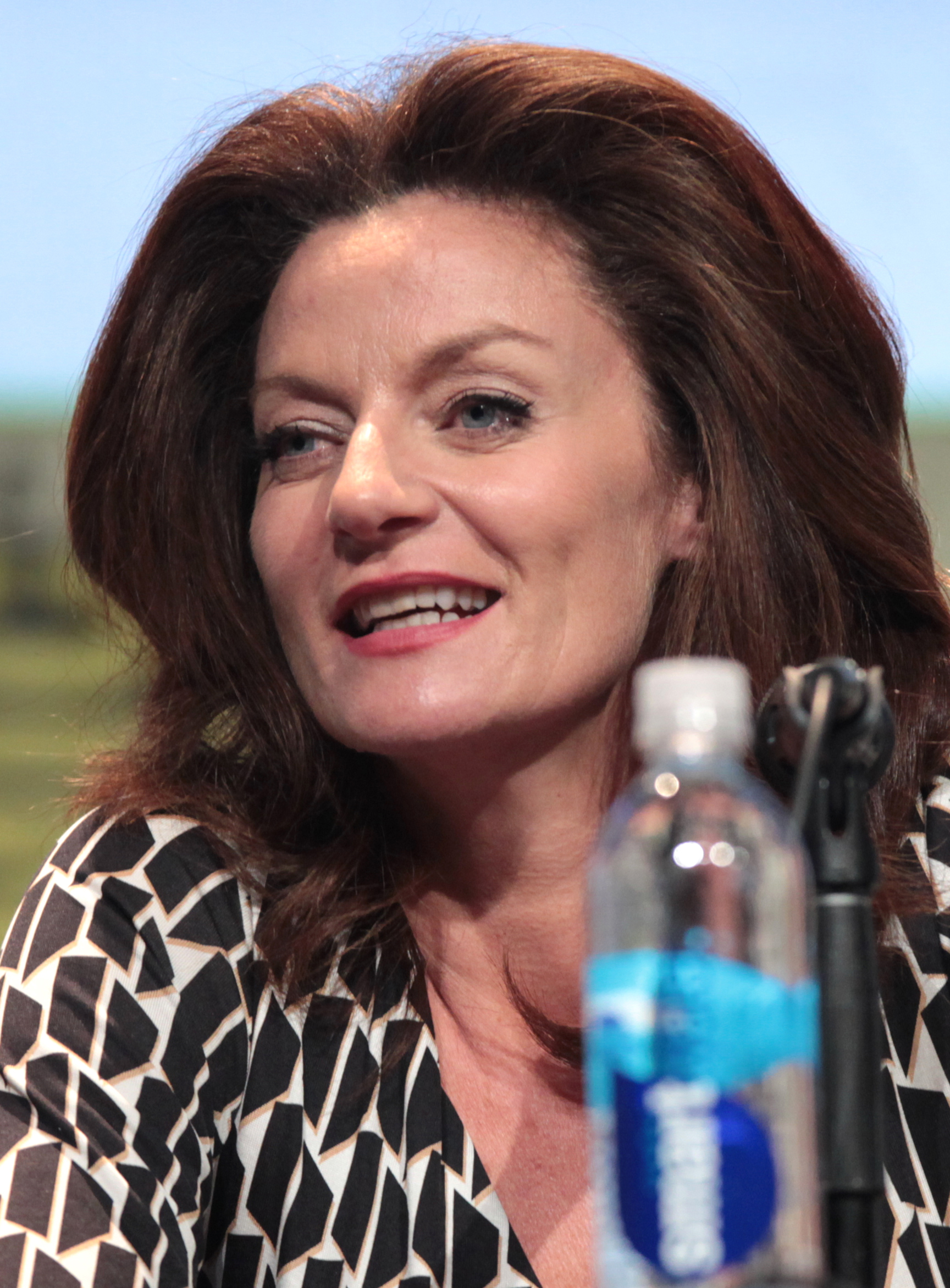
Michelle Gomez (* 1966)

- Gómez, Miguel (* 2002), mexikanischer Fußballspieler
- Gómez, Miguel Ángel (* 1957), mexikanischer Fußballspieler und -trainer
- Gómez, Miguel Mariano (1890–1950), kubanischer Präsident
- Gómez, Moi (* 1994), spanischer Fußballspieler
- Gomez, Nico (* 1990), deutscher Sänger und Songwriter
- Gómez, Nicolás (* 1992), uruguayischer Fußballspieler
- Gómez, Osvaldo (* 1964), chilenischer Fußballspieler
- Gómez, Pablo Hernán (1977–2001), argentinischer Fußballspieler
- Gómez, Papu (* 1988), argentinischer Fußballspieler
- Gomez, Peter (* 1947), Schweizer Ökonom und Manager
- Gomez, Pierre (* 1973), gambischer Literaturwissenschaftler
- Gómez, Pilar (* 1974), spanische Schauspielerin
- Gomez, Rachel (* 1996), US-amerikanische Volleyballspielerin
- Gómez, Raúl (1950–2025), mexikanischer Fußballspieler
- Gomez, Ray (* 1953), marokkanischer E-Gitarrist
- Gomez, Rick (* 1972), US-amerikanischer SchauspielerRick Gomez (* 1972)

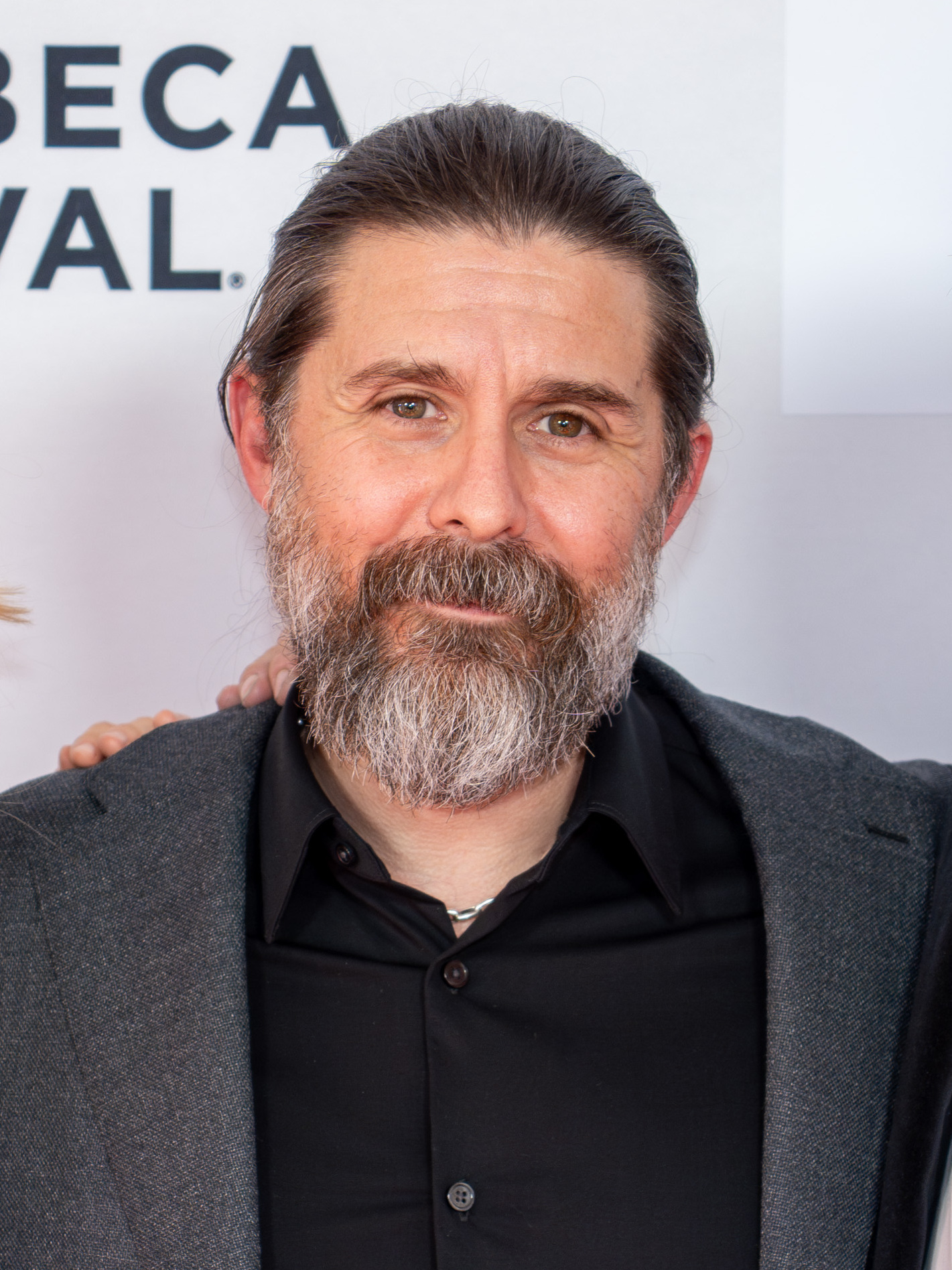
Rick Gomez (* 1972)

- Gomez, Roberto (* 1978), philippinischer Poolbillardspieler
- Gómez, Rodolfo (* 1950), mexikanischer Langstreckenläufer
- Gómez, Rodrigo (* 1968), chilenischer Fußballspieler
- Gómez, Rónald (* 1975), costa-ricanischer Fußballspieler
- Gómez, Rónald (* 1991), kolumbianischer Straßenradrennfahrer
- Gómez, Roxana (* 1999), kubanische Sprinterin
- Gómez, Rubén (* 1956), chilenischer Fußballspieler
- Gómez, Rubén Darío (1940–2010), kolumbianischer Radrennfahrer
- Gómez, Salvador (* 1968), spanischer Wasserballspieler
- Gomez, Samin (* 1992), venezolanische Automobilrennfahrerin
- Gómez, Sara (1943–1974), kubanische Filmregisseurin und Drehbuchautorin
- Gómez, Sara (* 1982), deutsch-chilenische Autorin und Übersetzerin
- Gomez, Scott (* 1979), US-amerikanischer Eishockeyspieler
- Gómez, Sebastián (* 1983), andorranischer Fußballspieler
- Gomez, Sebastían Silva (* 1993), deutsch-kolumbianischer Footballspieler
- Gomez, Selena (* 1992), US-amerikanische Schauspielerin und SängerinSelena Gomez (* 1992)

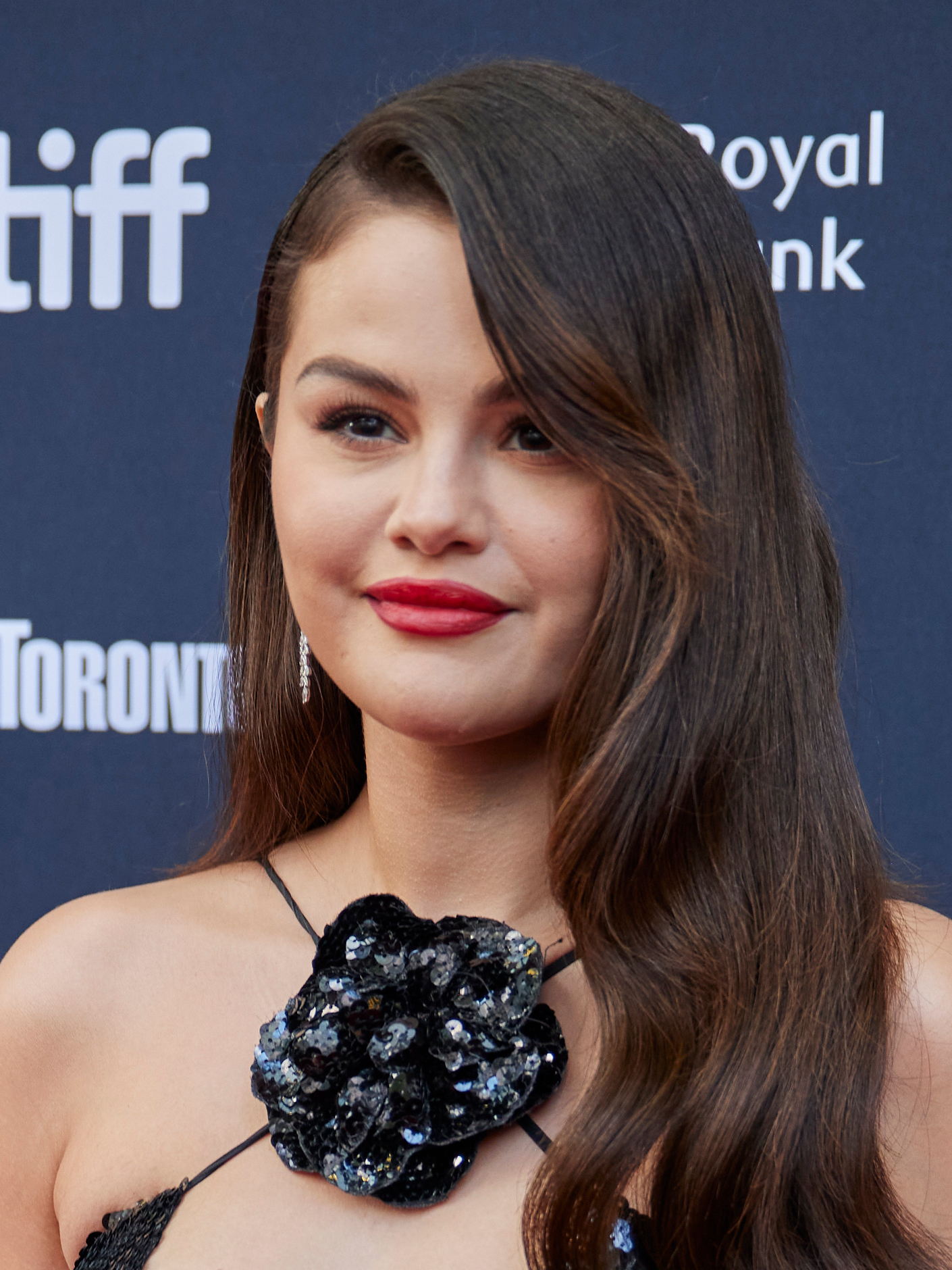
Selena Gomez (* 1992)

- Gómez, Sergi (* 1992), spanischer Fußballspieler
- Gómez, Sergio (* 2000), spanischer Fußballspieler
- Gomez, Sheriff, gambischer Politiker
- Gómez, Simó (1845–1880), spanischer (katalanischer) Kupferstecher und Maler
- Gomez, Solomon, gambischer Fußballspieler
- Gomez, Stuart (* 1982), australischer Badmintonspieler
- Gomez, Tato (* 1953), chilenisch-deutscher Musikproduzent, Rock- und Popmusiker chilenischer Herkunft
- Gomez, Thomas (1905–1971), US-amerikanischer Schauspieler
- Gómez, Tito (1948–2007), puerto-ricanischer Musiker
- Gómez, Unai (* 2003), spanischer Fußballspieler
- Gómez, Valeriano (* 1957), spanischer Politiker (PSOE)
- Gómez, Verónica (1985–2012), venezolanische Volleyballspielerin
- Gómez, Víctor (* 2000), spanischer Fußballspieler
- Gómez, Walter (1927–2004), uruguayischer Fußballspieler
- Gómez, Wilfredo (* 1956), puerto-ricanischer Boxer
- Gomez, Xochitl (* 2006), US-amerikanische SchauspielerinXochitl Gomez (* 2006)

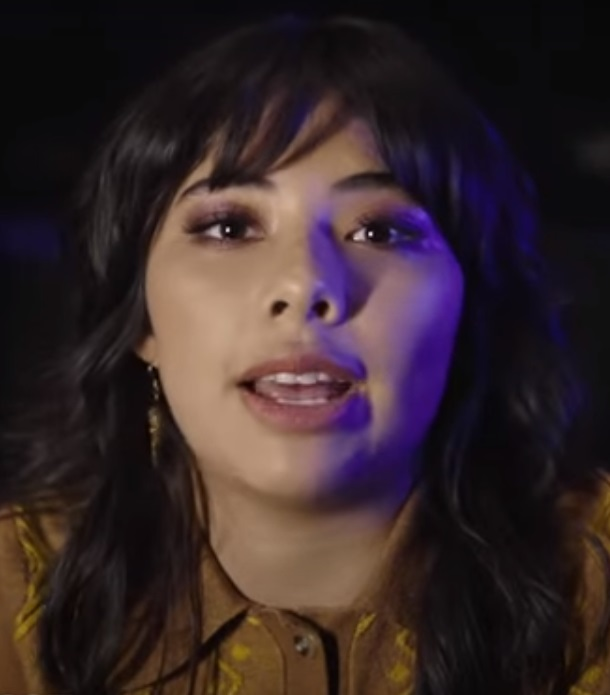
Xochitl Gomez (* 2006)

- Gómez, Yelko (* 1989), panamaischer Straßenradrennfahrer
- Gómez, Yohana (* 1994), spanische Fußballspielerin

##### Gomez-

###### Gomez-G
- Gomez-Göggel, Marlene (* 1993), deutsche Triathletin

###### Gomez-I
- Gómez-Imbert, Luis, venezolanischer Kontrabassist
- Gómez-Iriondo, Luciana (* 2003), argentinische Stabhochspringerin

###### Gomez-J
- Gómez-Jordana Sousa, Francisco (1876–1944), spanischer Soldat und Politiker
- Gómez-Jurado, Juan (* 1977), spanischer Autor

###### Gomez-L
- Gómez-Lucena, Eloísa, spanische Schriftstellerin und Bibliothekarin

###### Gomez-M
- Gómez-Mena, Alfonso (1913–1975), kubanischer Autorennfahrer
- Gómez-Montero, Javier (* 1958), spanischer Romanist
- Gómez-Moreno, Manuel (1870–1970), spanischer Historiker und Epigraphiker

###### Gomez-P
- Gómez-Pérez, Asunción (* 1967), spanische Informatikerin und Hochschullehrerin

###### Gomez-R
- Gomez-Rejon, Alfonso (* 1972), US-amerikanischer Filmregisseur und -produzent
- Gómez-Robledo, Alonso (* 1949), mexikanischer Jurist

###### Gomez-S
- Gómez-Salazar y Lucio-Villegas, Manuel (1824–1893), spanischer Erzbischof und Senator

###### Gomez-T
- Gómez-Tagle, Leticia, mexikanische Pianistin und Klavierpädagogin

##### Gomeza
- Gómezanda, Antonio (1894–1961), mexikanischer Komponist und Pianist

### Gomg
- Gomgadja, Vincent (* 1960), zentralafrikanischer Radrennfahrer

### Gomi
- Gomi, Hideo (1922–2010), japanischer Maler im Yōga-Stil
- Gomi, Ikuto (* 2002), japanischer Fußballspieler
- Gomi, Kōsuke (1921–1980), japanischer Schriftsteller
- Gomi, Yoshiyasu (* 1933), japanischer Eisschnellläufer
- Gomide, Elza Furtado (1925–2013), brasilianische Mathematikerin und Hochschullehrerin
- Gomide, Henrique (* 1988), brasilianischer Pianist und Komponist
- Gomiero, Martino (1924–2009), italienischer Geistlicher, römisch-katholischer Bischof von Adria-Rovigo
- Gomikawa, Jumpei (1916–1995), japanischer Schriftsteller
- Gomila, Gerard (* 1995), spanisch-deutscher Basketballspieler
- Gomilar Zickero, Tija (* 2000), slowenische Handballspielerin
- Gomille, Christian (* 1977), deutscher Rechtswissenschaftler
- Gomis, Alain (* 1972), französisch-senegalesischer Filmregisseur
- Gomis, Alfred (* 1993), senegalesischer Fußballspieler
- Gomis, Alphonse (* 1965), senegalesischer Skirennläufer
- Gomis, Anna (* 1973), französische Ringerin
- Gomis, Bafétimbi (* 1985), französischer Fußballspieler senegalesischer AbstammungBafétimbi Gomis (* 1985)

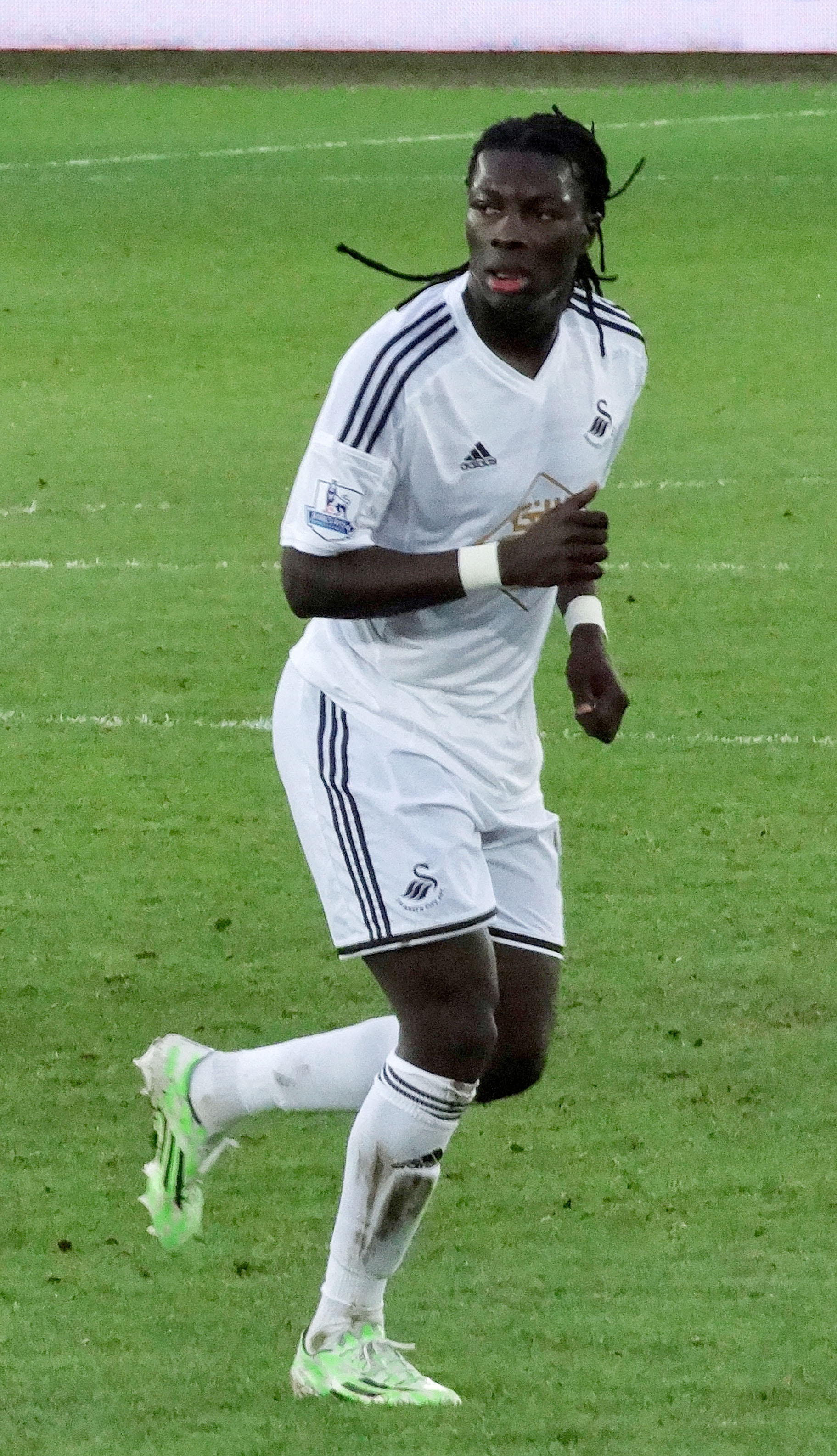
Bafétimbi Gomis (* 1985)

- Gomis, Christian (* 1998), senegalesisch-französischer Fußballspieler
- Gomis, Christian (* 2000), senegalesisch-spanischer Fußballspieler
- Gomis, Jaume, spanischer theoretischer Physiker
- Gomis, Joseph (* 1978), französischer Basketballspieler und -trainer
- Gomis, Juan (* 1978), spanischer Radrennfahrer
- Gomis, Kafétien (* 1980), französischer Leichtathlet
- Gomis, Kévin (* 1989), französisch-senegalesischer Fußballspieler
- Gomis, Louis (* 1974), senegalesischer Fußballspieler
- Gomis, Oswald (1932–2023), sri-lankischer Geistlicher und römisch-katholischer Erzbischof von Colombo
- Gomis, Rémi (* 1984), französisch-senegalesischer Fußballspieler
- Gomis, Sandra (* 1983), französische Hürdenläuferin
- Gomis, Saraya (* 1976), deutsche Pädagogin und politische Beamtin
- Gomis, Tidiam (* 2006), französischer Fußballspieler

### Gomm
- Gomm, Ian (* 1947), englischer Gitarrist, Sänger und Musikproduzent
- Gomm, Margaret (1921–1974), britische Schwimmerin
- Gomm, Peter (* 1959), Schweizer Politiker
- Gomm, William Maynard (1784–1875), britischer Feldmarschall
- Gommans, Ewoud (* 1990), niederländischer Volleyballspieler
- Gommans, Karl-Heinz (1922–2005), deutscher Fußballspieler
- Gomme, Alice (1853–1938), britische Volkskundlerin
- Gomme, Arnold Wycombe (1886–1959), britischer Klassischer Philologe und Althistoriker
- GommeHD (* 1997), deutscher Webvideoproduzent
- Gömmel, Rainer (* 1944), deutscher Wirtschaftswissenschaftler
- Gömmel, Tim (* 2005), deutscher Handballspieler
- Gommelshausen, Wilhelm (1815–1901), deutscher katholischer Pfarrer und Politiker
- Gommendy, Tristan (* 1980), französischer Autorennfahrer
- Gommeren, Peter (* 1992), niederländischer Fußballspieler
- Gommeringer, Mike (* 1973), deutscher SchlagzeugerMike Gommeringer (* 1973)

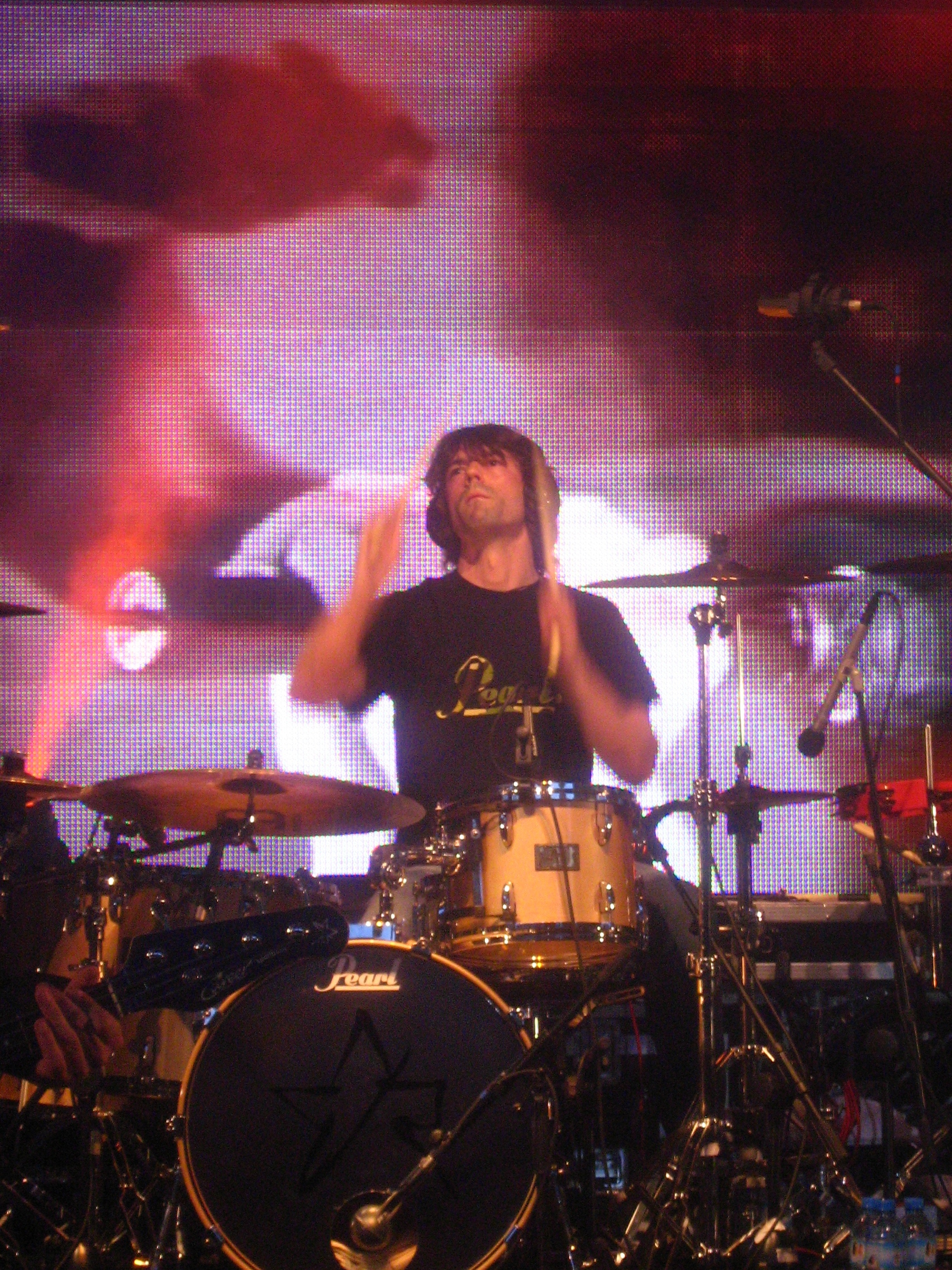
Mike Gommeringer (* 1973)

- Gommers, Aiko (* 2004), belgische Radrennfahrerin
- Gommers, Jan (1916–2002), niederländischer Radrennfahrer
- Gommers, Maria (* 1939), niederländische Leichtathletin
- Gommers, Rajko (* 1995), niederländischer Tischtennisspieler
- Gommers, Ruben (* 1998), belgischer Radrennfahrer
- Gommert, Benjamin (* 1985), deutscher Fußballtorhüter
- Gomminginger, Thomas (* 1966), deutscher Fußballspieler
- Gommlich, Hellmuth (1891–1945), deutscher SS-Sturmbannführer und Landrat in Meiningen

### Gomn
- Gomnaes, Fredrik Wilhelm (1868–1925), norwegischer Komponist

### Gomo
- Gomoarius, alemannischer Krieger
- Gomoliński, Stanisław († 1604), römisch-katholischer Bischof von Kamienec Podolski (1589–1591), Chełm (1591–1600) und Łuck (1600–1604)
- Gomoljako, Sergei Jurjewitsch (* 1970), sowjetisch-russischer Eishockeyspieler
- Gomolka, Alfred (1942–2020), deutscher Politiker (CDU), MdVK, MdL, MdEP, Ministerpräsident von Mecklenburg-Vorpommern
- Gomółka, Mikołaj, polnischer Musiker und Komponist
- Gomoll, Heinz (1907–1942), deutscher Bibliothekar
- Gomoll, Wilhelm Conrad (1877–1951), deutscher Journalist und Schriftsteller
- Gomolla, Ernst (* 1935), deutscher Tischtennisspieler
- Gomolla, Herbert (* 1935), deutscher Tischtennisspieler
- Gomolla, Mechtild, deutsche Erziehungswissenschaftlerin
- Gomondai, Jorge (1962–1991), erstes Todesopfer eines fremdenfeindlichen Überfalls in Dresden nach der Wiedervereinigung
- Gomora, Xokonoschtletl (* 1951), mexikanischer Buchautor und Referent
- Gömöri, Fritz (1894–1939), deutscher Automobil-Rennfahrer und Bobfahrer
- Gömöri, György (1904–1957), ungarisch-amerikanischer Mediziner
- Gömöry, Pál (1936–2021), ungarischer Regattasegler
- Gomory, Ralph E. (* 1929), US-amerikanischer Informatiker
- Gomoskow, Stanislaw Nikolajewitsch (* 1948), russischer Tischtennisspieler
- Gomot, Hippolyte (1837–1927), französischer Politiker

### Gomp
- Gompe, Nikolaus († 1595), deutscher lutherischer Theologe
- Gompers, Samuel (1850–1924), US-amerikanischer Gewerkschafter
- Gomperts, Rebecca (* 1966), niederländische Ärztin und Aktivistin
- Gompertz, Benjamin (1779–1865), britischer Mathematiker
- Gompertz, Erich (1877–1970), deutscher Unternehmer und Freigeist
- Gompertz, Lewis († 1861), Tierschützer und Erfinder eines Handkurbel-Antriebes für Draisinen
- Gomperz, Ada (1884–1954), US-amerikanisch-österreichische Innenarchitektin
- Gomperz, Elias († 1689), jüdischer Kaufmann und Bankier
- Gomperz, Heinrich (1873–1942), österreichischer Philosoph
- Gomperz, Julius von (1823–1909), mährischer Industrieller
- Gomperz, Max von (1822–1913), österreichischer Industrieller und Bankier
- Gomperz, Ruben Elias (1655–1705), jüdischer Kaufmann und Bankier
- Gomperz, Rudolf (1878–1942), österreichischer Bauingenieur und Fremdenverkehrspionier
- Gomperz, Theodor (1832–1912), österreichischer Philosoph und Klassischer Philologe
- Gomperz-Bettelheim, Caroline von (1845–1925), österreichische Pianistin und Kammersängerin
- Gompf, Gundi (1940–2013), deutsche Anglistin und Hochschullehrerin
- Gompf, Robert (* 1957), US-amerikanischer Mathematiker
- Gompf, Thomas (* 1939), US-amerikanischer Wasserspringer und Sportfunktionär
- Gompo, Bischof von Krakau
- Gompper, August (1886–1969), deutscher Politiker
- Gompper, Rudolf (1926–1999), deutscher Chemiker und Hochschullehrer

### Gomr
- Gomringer, Eugen (* 1925), bolivianisch-schweizerischer Schriftsteller
- Gomringer, Nora (* 1980), deutsche Lyrikerin

### Gomu
- Gomulicki, Wiktor (1848–1919), polnischer Schriftsteller
- Gomułka, Władysław (1905–1982), polnischer Politiker, Mitglied des Sejm und Parteichef der PVAPWładysław Gomułka (1905–1982)

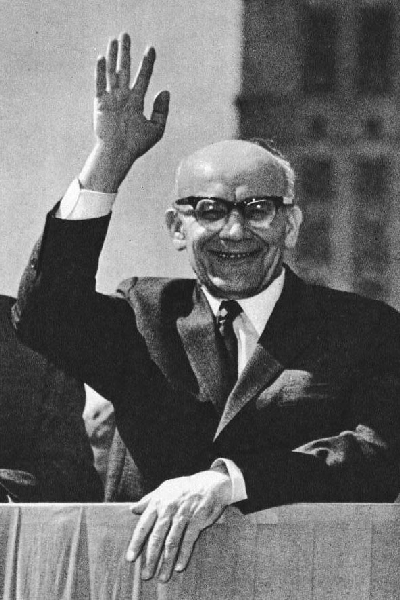
Władysław Gomułka (1905–1982)

### Gomy
- Gomy, Yves (* 1942), französischer Koleopterologe und Pädagoge